# 台湾卷耳
台湾卷耳（学名：Cerastium formosanum）为石竹科卷耳属下的一个种。

## 扩展阅读
- 維基物種上的相關：台湾卷耳